# Ngāti Kahungunu
Ngāti Kahungunu es un iwi (tribu en maorí) maorí ubicado a lo largo de la costa oriental de la Isla Norte de Nueva Zelanda (en maorí: Aotearoa). El iwi se centra tradicionalmente en las regiones de Hawke's Bay y Wairārapa.
La tribu está organizada en seis divisiones geográficas y administrativas: Wairoa, Te Whanganui-ā-Orotū, Heretaunga, Tamatea, Tāmaki-nui-a Rua y Wairarapa. Es el tercer iwi más grande en Nueva Zelanda por población, con 61.626 personas (9.2% de la población maorí) identificándose como Ngāti Kahungunu en el censo de 2013.

## Historia

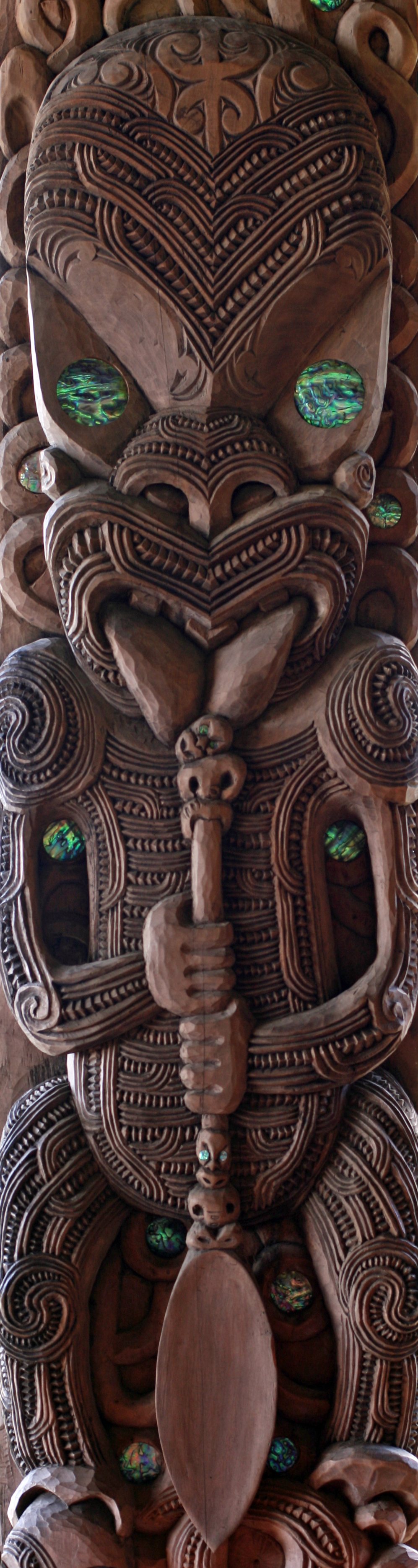
El antepasado Kahungunu representado con la canoa de un navegante.

### Periodo precolonial
Ngāti Kahungunu remonta sus orígenes al waka Tākitimu. Según las tradiciones de Ngāti Kahungunu, Tākitimu llegó a Aotearoa desde Rarotonga alrededor de 1100–1200 d. C. como uno de los waka en la Gran Migración (siglo XIII). Otros wakas fueron Tainui, Te Arawa, Tokomaru, Ārai Te Uru, Mataatua, Kurahaupo, Aotea, Ngātokimatawhaorua y Horouta. Según la leyenda local, Tākitimu y su tripulación eran completamente tapu. Su tripulación estaba compuesta solo por hombres: altos jefes, jefes, tohunga y guerreros de élite. No se comió comida cocinada antes o durante el viaje. El capitán de Tākitimu era Tamatea Arikinui, también conocido como Tamatea Pokai-Whenua. Dejó el waka en Turanga, viajando por tierra hasta llegar a Ahuriri en la región de Hawke's Bay. El waka Tākitimu continuó su viaje a la Isla Sur bajo un nuevo capitán, Tahu Pōtiki. De él procede el nombre del iwi Ngāi Tahu de la Isla Sur.
Según una cuenta, Kahungunu era el bisnieto de Tamatea y nació en la actual Kaitaia (región de Northland). Otras cuentas indican un vínculo más directo, incluido que Kahungunu era el hijo de Tamatea. En cualquier caso, se ha contado ampliamente que Kahungunu viajó extensamente a través de la Isla Norte durante su edad adulta, y finalmente se estableció en la costa este de la Isla Norte. Se casó varias veces durante sus viajes, y como resultado hay muchos hapū de la Isla Norte que remontan su linaje directamente a Kahungunu. Muchos de sus matrimonios se organizaron con fines diplomáticos, uniendo a varios iwi contra sus enemigos, formando lazos y asegurando la paz. En algún momento, Kahungunu llegó a la península de Māhia, donde persiguió y se casó con Rongomaiwahine, una mujer de Nukutaurua que era jefa por derecho propio. Era famosa por su belleza y, según la leyenda, había desafiado a Kahungunu, insultando su reputación carismática e invitándolo a demostrar que era digno de ella. Kahungunu aceptó el desafío, y después de numerosos ensayos logró obtener el consentimiento de Rongomaiwahine para casarse. El iwi Ngāti Kahungunu y Ngāti Rongomaiwahine ambos descienden de este matrimonio.
El hijo mayor de Kahungunu y Rongomaiwahine se llamaba Kahukuranui. Sus hijos incluyeron dos hijos, Rakaihikuroa y Rakaipaaka. Rakaihikuroa dirigió una migración de sus familias y seguidores de Nukutaurua en la península de Māhia a Heretaunga, la región conocida hoy como Hawke's Bay. Rakaipaaka permaneció en Nuhaka, donde sigue siendo el ancestro epónimo del hapū Ngāti Rakaipaaka de esa área. Acompañando a Rakaihikuroa de Māhia a Heretaunga estaba un hijo de uno de su primer matrimonio, Taraia. Poco después de su llegada a Heretaunga, Taraia sucedió a Rakaihikuroa como el líder de su pueblo, y demostró ser un estratega competente en la lucha por el dominio de la región, desplazando a los Whatumamoa, Rangitane, Ngāti Awa y elementos de los Ngāti Tara. iwi, que vivía en Petane, Te Whanganui-a-Orotu y Waiohiki. Durante la vida de Taraia, Heretaunga quedó bajo el control de su pueblo, quien se convirtió en el primero de los Ngāti Kahungunu en esa área.
Durante generaciones posteriores, los descendientes de Taraia se dividieron en varios hapū. Las lealtades cambiaron, y la geopolítica maorí en la región se desarrolló en gran medida como una lucha interna por el dominio entre los hapū de Ngāti Kahungunu, con la excepción de las incursiones de Ngāti Porou y los repetidos intentos de Ngāti Raukawa de establecerse en Heretaunga. Con el tiempo, algunos Ngāti Kahungunu hapū se establecieron en la región de Wairarapa, encontrando una existencia relativamente pacífica allí hasta la llegada de los colonos europeos. De los muchos hapū que surgieron en Heretaunga, Ngāi Te Whatu-i-Āpiti y Ngāi Te Upokoiri fueron dos de los más dominantes. Los primeros eran la gente del antepasado Te Whatu-i-Āpiti, que era tataranieto de Rakaihikuroa, descendiente de su segundo matrimonio. Sus descendientes tenían una feroz rivalidad con Ngāi Te Upokoiri, que descendía de Taraia por matrimonio con uno de sus nietos.

### Principios delsigloXIX
En 1807, la Guerra de los Mosquetes estalló cuando los jefes del norte de Ngāpuhi, ahora equipados con armas de fuego, lanzaron ataques contra las tribus más débiles del sur. El conflicto en curso llegó a la costa este cuando, en 1822, un partido de guerra Ngāti Tuwharetoa dirigido por Mananui Te Heuheu Tukino II cruzó el territorio de Ngāti Kahungunu. Armado con mosquetes, Te Heuheu había venido para ayudar a Ngāi Te Upokoiri a recuperar su pā perdida de Te Roto-a-Tara. Te Roto-a-Tara era una isla fortificada en el lago Roto-a-Tara, cerca del sitio actual de Te Aute en Heretaunga. Históricamente, el pā había sido un activo estratégico importante de Ngāi Te Upokoiri, pero recientemente había sido ocupado por Tangiteruru, un jefe de Ngāti Porou que había invadido Heretaunga con la ayuda de Ngāti Maru. Después de la llegada de la fiesta de guerra de Te Heuheu, Tangiteruru abandonó la pā. Sin embargo, fue rápidamente ocupado por Te Pareihe, un joven jefe de Ngāi Te Whatu-i-Āpiti. Te Heuheu puso sitio al pā pero no pudo capturarlo. Después de que su hermano fue asesinado en una escaramuza en el cercano Waimarama, Te Heuheu abandonó su asedio a Roto-a-Tara y en su lugar atacó al pā en Waimarama. Después de esto, regresó a Ngāti Tuwharetoa para reagruparse y prepararse para un segundo asalto a Te Roto-a-Tara. Al regresar semanas después, un grupo de guerra Ngāti Raukawa dirigido por Te Whatanui se unió a Te Heuheu, y juntos idearon un plan para asaltar la fortaleza de la isla. Construyeron una calzada que les permitió cruzar desde la orilla del lago hasta Te Roto-a-Tara pā. Te Pareihe ordenó una resistencia tan fuerte en la batalla posterior que Te Heuheu y Te Whatanui fueron arrojados en una derrota total, con la pérdida de más de 500 jefes. Te Pareihe abandonó Te Roto-a-Tara después de la batalla y se mudó a Porangahau.
Aunque había derrotado a una fuerza superior en Te Roto-a-Tara, Te Pareihe sabía que la defensa de Heretaunga era insostenible sin la ventaja de las armas de fuego. Él y su compañero jefe de Ngāti Kahungunu, Tiakitai, forjaron una alianza con Te Wera Hauraki, un jefe de Ngāpuhi que se había establecido en la península de Mahia. Juntos, sus fuerzas recuperaron Te Roto-a-Tara pā de Ngāi Te Upokoiri, que había ocupado la isla fortaleza después de que Te Pareihe escapara a Porangahau. Pero cuando llegaron las noticias de la alianza de que una gran coalición de guerreros Waikato y Tuwharetoa se estaban acumulando para atacar Heretaunga, Te Wera acordó proteger a Te Pareihe y al Ngāti Kahungunu en su asentamiento en la fortaleza de Māhia. Por lo tanto, a fines de 1823, Te Pareihe dirigió un éxodo de refugiados Ngāti Kahungunu de Heretaunga a Māhia, partiendo de la playa de Waimarama. Algunos jefes, como Kurupo Te Moananui, Te Hapuku y Tiakitai, permanecieron en Heretaunga, pero la mayoría se unió al éxodo. A fines de la década de 1830, las hostilidades habían terminado y la diáspora Ngāti Kahungunu comenzó a regresar a Heretaunga.
En 1840, varios jefes de Ngāti Kahungunu fueron signatarios del Tratado de Waitangi.

### Colonización
La expansión del asentamiento europeo finalmente llegó al territorio Ngāti Kahungunu y condujo a la rápida adquisición de tierras maoríes por parte de La Corona durante las décadas de 1850 y 60. Los jefes del área de Heretaunga, como Te Hapuku y Henare Tomoana, perdieron áreas significativas de tierra en ventas que desde entonces han sido etiquetadas como "extorsionadas", y que más tarde se convirtieron en disputas y protestas. La pérdida de tierras durante este período condujo al surgimiento del Movimiento de Repudio, una coalición de líderes de Ngāti Kahungunu que intentaron detener la rapidez de la pérdida de tierras en la región y disputar las ventas pasadas.
En 1868, el electorado maorí oriental se estableció en el Parlamento de Nueva Zelanda para proporcionar representación parlamentaria a los maoríes en el este de la Isla Norte, un área que abarca Ngāti Kahungunu. Los primeros representantes del electorado fueron los jefes de Ngāti Kahungunu, Tareha Te Moananui (1868-1871), Karaitiana Takamoana (1871-1879) y Henare Tomoana (1879-1881). La eficacia de la representación parlamentaria maorí durante este período se vio obstaculizada por la falta de inglés fluido por parte de los representantes maoríes elegidos, y por la falta de confianza en el propio sistema parlamentario europeo, que se consideraba incapaz de proteger los intereses maoríes. Como resultado, el movimiento Kotahitanga surgió en la década de 1890 para abogar por el establecimiento de un parlamento maorí independiente. Convocó reuniones de estilo parlamentario en Pāpāwai Marae en Wairārapa y en Waipatu en Heretaunga, donde se debatieron cuestiones clave de importancia para los maoríes. Sin embargo, en 1902, Te Kotahitanga no había logrado obtener el reconocimiento del Parlamento de Nueva Zelanda y, por lo tanto, se disolvió a favor de los consejos maoríes locales, que se establecieron en 1900.

## Historia desigloXX

### Liderazgo político

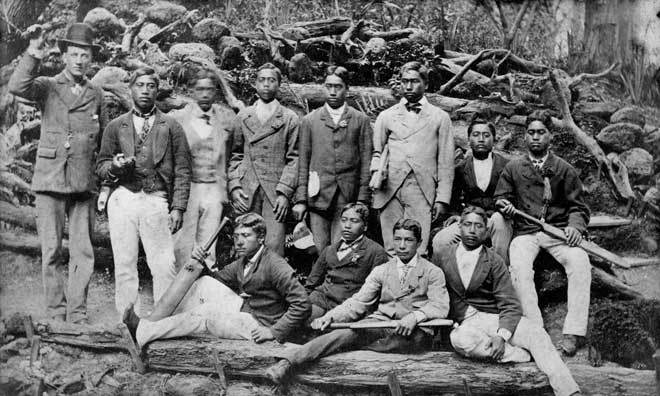
Estudiantes en Te Aute College en 1880.

Al comienzo del siglo XX, una nueva generación de líderes maoríes comenzaba a participar en el panorama político de Ngāti Kahungunu. Te Aute College había abierto en 1854 cerca de Hastings, y en las décadas de 1880 y 1890 asistieron Āpirana Ngata, Maui Pomare, Te Rangi Hīroa (Sir Peter Buck) y Paraire Tomoana. En 1897 formaron la Asociación de estudiantes universitarios de Te Aute y se convirtieron en participantes activos en la vida pública, a menudo mediando entre la Corona y hapū en asuntos de gestión de tierras locales. En 1909, James Carroll se unió al grupo y se hizo conocido como el Partido Joven Maorí.

### Primera Guerra Mundial
Cuando estalló la Primera Guerra Mundial en 1914, varios líderes maoríes respondieron comprometiendo el apoyo de sus respectivos hapū e iwi. Los antiguos alumnos del Partido Joven Maorí, algunos de los cuales ahora eran parlamentarios, en general estaban a favor del alistamiento maorí y participaban en campañas de reclutamiento. Āpirana Ngata y Maui Pomare fueron los defensores más agresivos del alistamiento maorí, y en Ngāti Kahungunu recibieron el apoyo de Paraire Tomoana, quien era el hijo del jefe Henare Tomoana. Tomoana trabajó con Ngata para impulsar campañas de reclutamiento de maoríes tanto dentro de Ngāti Kahungunu como en otras áreas de la Isla Norte.
Muchos hombres de Ngāti Kahungunu estaban entre los maoríes que se alistaron para la guerra. Se organizaron en el Batallón de Pioneros de Nueva Zelanda (maorí). El batallón participó en la campaña de Gallipoli en 1915 y el Frente Occidental entre 1916–1918. En enero de 1918, Paraire Tomoana publicó las palabras de E Pari Ra, una pieza escrita para soldados perdidos en la batalla. Después de la guerra, esta melodía fue adoptada por la Armada Real de Nueva Zelanda como su marcha lenta oficial. Otras canciones compuestas por Tomoana fueron Tahi nei taru kino, I runga o nga puke, Hoki hoki tonu mai, Hoea ra te waka nei, Pokarekare Ana y el haka Tika tonu. Desde entonces, las canciones se han convertido en himnos atesorados de Ngāti Kahungunu, y en algunos casos fueron adoptados por otros iwi debido a su popularidad en tiempos de guerra.

### Segunda Guerra Mundial
Después del estallido de la Segunda Guerra Mundial en 1939, muchos hombres de Ngāti Kahungunu se alistaron nuevamente y lucharon en el extranjero, principalmente con el 28º Batallón Maorí. Los soldados de la región de Ngāti Kahungunu generalmente se organizaron en la Compañía 'D' del batallón, junto con hombres de Waikato, Maniapoto, Wellington y la Isla Sur. Además, la Compañía 'D' también estaba compuesta por algunos soldados de las Islas del Pacífico, y de las Islas Chatham y la Isla Stewart. El batallón luchó en las campañas griegas, norteafricanas e italianas, durante las cuales se ganó una reputación formidable como una fuerza de combate extremadamente efectiva. También fue el batallón neozelandés más condecorado de la guerra. Tras el final de las hostilidades, el batallón contribuyó con un contingente de personal para servir en Japón como parte de la Fuerza de Ocupación de la Commonwealth británica, antes de que se disolviera en enero de 1946. Wiremu Te Tau Huata era un conocido oficial de Ngāti Kahungunu, que había servido como el capellán militar del Batallón Maorí.

### sigloXXtardío
Para 1946, solo un pequeño porcentaje de la tierra en la región de Ngāti Kahungunu había sido retenido por los maoríes, y las comunidades agrarias tradicionales en el centro de la sociedad maorí comenzaban a desmoronarse cuando los militares que regresaron encontraron empleo y se establecieron en áreas urbanas, como Wairoa, Napier, Hastings y Masterton. Para el año 1966, el 70% de los hombres maoríes (en toda Nueva Zelanda en general) ahora trabajaban en centros de empleo urbano, particularmente en trabajos de congelación, aserraderos, la industria del transporte (incluido el mantenimiento de carreteras), la industria de la construcción y varios tipos de trabajo en fábricas. En Hawke's Bay, miles de maoríes trabajaron en los sitios de congelación de Whakatu y Tomoana, cerca de Hastings. Sin embargo, la economía regional y el bienestar de la comunidad maorí se vieron profundamente afectados cuando ambas plantas cerraron; Whakatu en 1986 y Tomoana en 1994.

### Radio Kahungunu
Radio Kahungunu es la estación oficial de los Ngāti Kahungunu. Comenzó como la estación de entrenamiento Politécnica de Tairawhiti Te Toa Takitini 2XY, haciendo dos transmisiones a corto plazo en 1431 AM en diciembre de 1988, y octubre y noviembre de 1989. Se relanzó en 1990 como Radio Kahungunu 2XT, compartiendo la frecuencia de 765 AM con Hawke's Bay's Racing Radio y Radio Pacífico. Comenzó a transmitir a tiempo completo a fines de 1991, trasladó estudios dedicados a Stortford Lodge a fines de la década de 1990 y comenzó una transmisión simultánea de FM el 4 de septiembre de 2000. Transmite desde Hastings y está disponible en 94.3 FM y 765 AM en Hawkes Bay.